# Coleopterologia
La coleopterologia è la branca della zoologia che studia e si occupa d'insetti dell'ordine dei coleotteri. Questa scienza studia l'anatomia e l'aspetto fisico dei coleotteri.

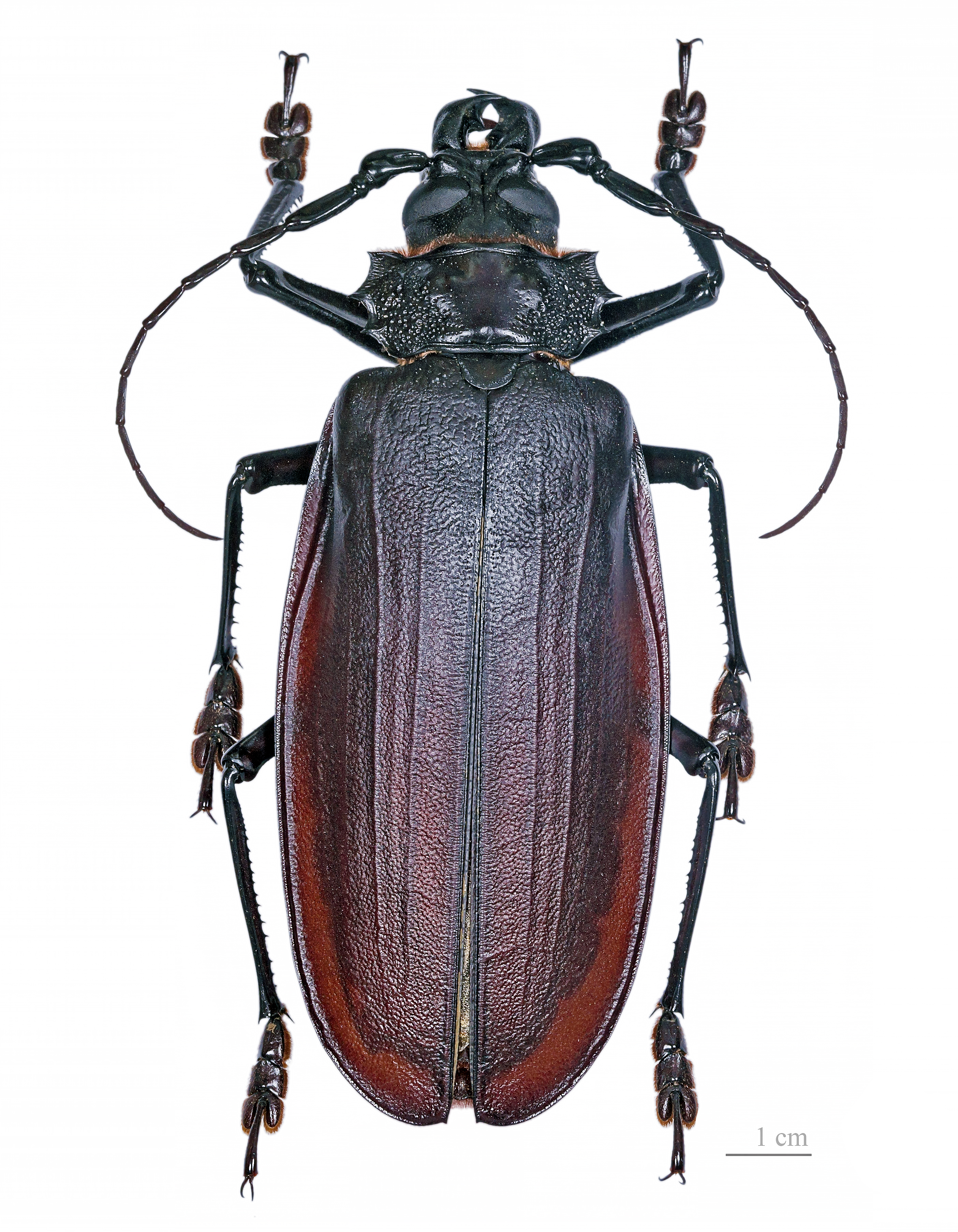
Il Titanus Giganteus è uno tra i più grandi coleotteri del mondo ed è uno tra i tanti cerambicidi che affascinano i coleopterologi.

| Controllo di autorità | LCCN (EN) sh2012002193 · J9U (EN, HE) 987007588488805171 |